# Scamboneura psarophanes
Scamboneura psarophanes är en tvåvingeart som beskrevs av Alexander 1927. Scamboneura psarophanes ingår i släktet Scamboneura och familjen storharkrankar. Inga underarter finns listade i Catalogue of Life.